# Nathan W. Hale

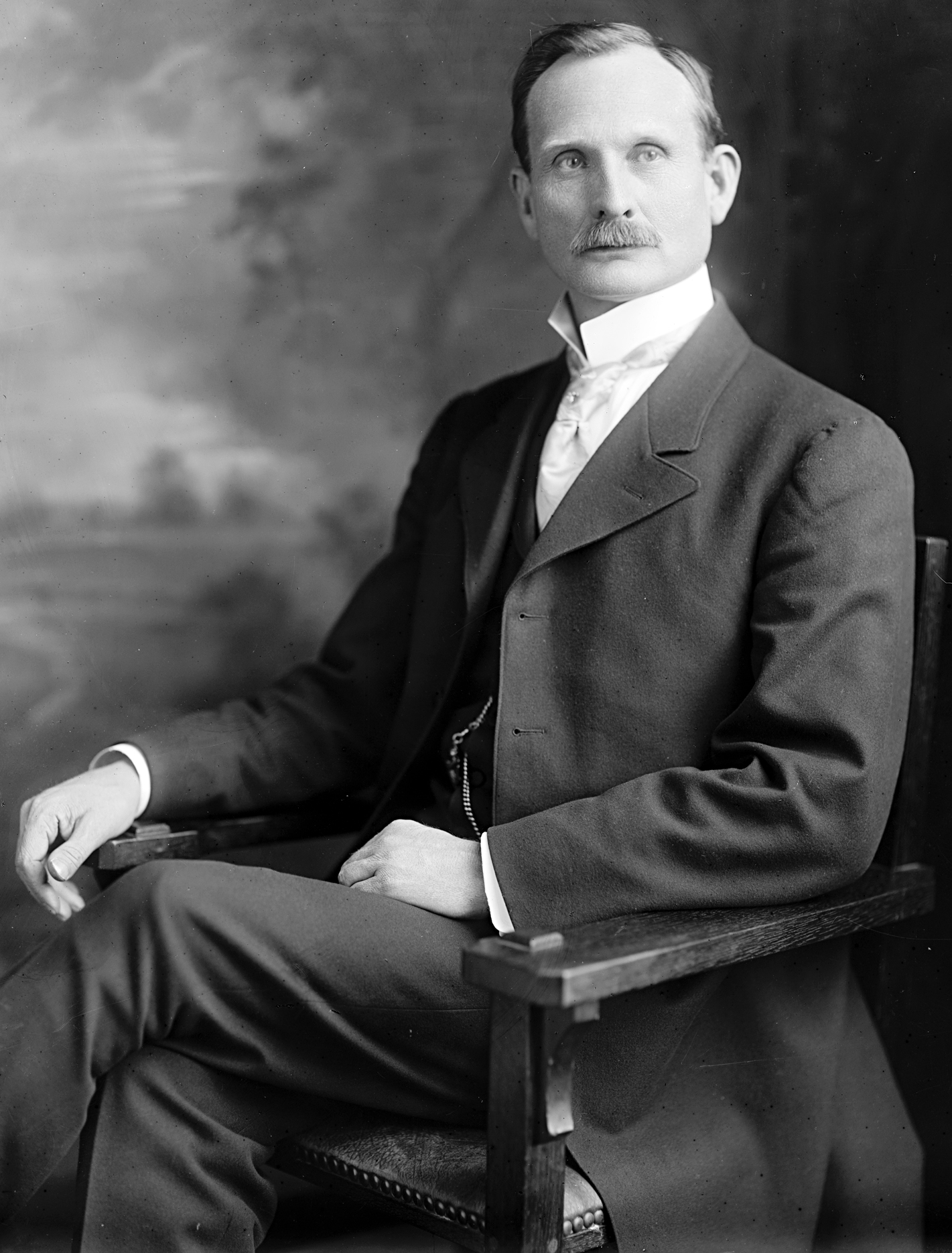
Nathan W. Hale

Nathan Wesley Hale (* 11. Februar 1860 bei Gate City, Scott County, Virginia; † 16. September 1941 in Alhambra, Kalifornien) war ein US-amerikanischer Politiker. Zwischen 1905 und 1909 vertrat er den Bundesstaat Tennessee im US-Repräsentantenhaus.

## Werdegang
Nathan Hale besuchte die öffentlichen Schulen in Nicholasville sowie die Kingsley Academy in Tennessee. Im Jahr 1876 war er im Alter von 16 Jahren Grundschullehrer in Hales’s Mill (Virginia). Im Jahr 1878 zog er nach Knoxville in Tennessee, wo er in einer Gärtnerei und im Kurzwarengeschäft arbeitete. Außerdem wurde er in der Landwirtschaft und im Bankgewerbe tätig. Politisch schloss sich Hale der Republikanischen Partei an. Zwischen 1891 und 1893 saß er als Abgeordneter im Repräsentantenhaus von Tennessee; von 1893 bis 1895 gehörte er dem Staatssenat an. Im Jahr 1902 bewarb er sich noch erfolglos um die Nominierung seiner Partei für die Wahlen zum Kongress.
Bei den Kongresswahlen des Jahres 1904 wurde er dann im zweiten Wahlbezirk von Tennessee in das US-Repräsentantenhaus in Washington, D.C. gewählt, wo er am 4. März 1905 die Nachfolge von Henry R. Gibson antrat. Nach einer Wiederwahl im Jahr 1906 konnte er bis zum 3. März 1909 zwei Legislaturperioden im Kongress absolvieren. 1908 wurde er von seiner Partei nicht mehr zur Wiederwahl nominiert. Im gleichen Jahr war er Delegierter zur Republican National Convention in Chicago, auf der William Howard Taft als Präsidentschaftskandidat nominiert wurde. Von 1908 bis 1912 war Hale Mitglied des Republican National Committee. Seit 1909 lebte er in Los Angeles, wo er im Öl- und Immobiliengeschäft tätig war. Dort verbrachte er die letzten 30 Jahre seines Lebens. Er starb am 16. September 1941 in Alhambra nahe Los Angeles.